# Lucio Montanaro
Lucio Montanaro (Martina Franca, 22 giugno 1951) è un attore e comico italiano.

## Biografia
Inizia la carriera con parti impegnate, in cui spesso parla in dialetto pugliese. Si diletta in svariati ruoli, dallo studente al poliziotto, dal soldato al parroco, al barman. Ha lavorato insieme a Lino Banfi, Mario Merola, Renzo Montagnani, Alvaro Vitali, Pippo Franco e Nino D'Angelo.
Ha parti importanti soprattutto nelle commedie sexy all'italiana.
Recita anche con l'attore barese Gianni Ciardo in tre diverse pellicole: nel 1980 in La liceale al mare con l'amica di papà, con Alvaro Vitali, Renzo Montagnani e Marisa Mell, in cui compare anche Andrea Brambilla (poi “Zuzzurro” di Zuzzurro e Gaspare), girato tutto a Martina Franca, con qualche scena a Savelletri. Nel 1981 partecipa al film La dottoressa preferisce i marinai, girato a Bari da Michele Massimo Tarantini, ancora al fianco di Alvaro Vitali, Renzo Palmer e con Paola Senatore, e nel 1982 in Tradimento, con Nino D'Angelo e Mario Merola. Con Merola e Antonio Sabàto ha partecipato anche al film Napoli... la camorra sfida, la città risponde, per la regia di Alfonso Brescia. Dopo una pausa di diversi anni, torna a recitare sporadicamente. Nel 2004 è nel cast di Un medico in famiglia 4, con Lino Banfi. Negli ultimi anni ha partecipato a trasmissioni televisive quali Stracult sulla Rai, e Carabinieri sulle reti Mediaset. Torna al cinema nel 2008 con L'allenatore nel pallone 2, di nuovo accanto a Lino Banfi, per la regia di Sergio Martino.
Nel 2019 è uscita la sua biografia Il meglio della vita mia... ma sinceramente non ricordo tutto! - Autobiografia di un caratterista di carattere (Edizioni dal Sud), scritta da Giuseppe Del Curatolo.

## Filmografia
- Giubbe rosse, regia di Joe D'Amato (1975)
- Vieni, vieni amore mio, regia di Vittorio Caprioli (1975)
- Zio Adolfo in arte Führer, regia di Castellano e Pipolo (1976)
- La dottoressa del distretto militare, regia di Nando Cicero (1976)
- La soldatessa alla visita militare, regia di Nando Cicero (1977)
- La presidentessa, regia di Luciano Salce (1977)
- Napoli... serenata calibro 9, regia di Alfonso Brescia (1978)
- La soldatessa alle grandi manovre, regia di Nando Cicero (1978)
- L'insegnante viene a casa, regia di Michele Massimo Tarantini (1978)
- L'insegnante va in collegio, regia di Mariano Laurenti (1978)
- L'infermiera nella corsia dei militari, regia di Mariano Laurenti (1979)
- L'infermiera di notte, regia di Mariano Laurenti (1979)
- Il mammasantissima, regia di Alfonso Brescia (1979)
- Lo scugnizzo, regia di Alfonso Brescia (1979)
- I contrabbandieri di Santa Lucia, regia di Alfonso Brescia (1979)
- Napoli... la camorra sfida, la città risponde, regia di Alfonso Brescia (1979)
- La dottoressa ci sta col colonnello, regia di Michele Massimo Tarantini (1980)
- La liceale al mare con l'amica di papà, regia di Marino Girolami (1980)
- Zappatore, regia di Alfonso Brescia (1980)
- La locandiera, regia di Paolo Cavara (1980)
- Una moglie, due amici, quattro amanti, regia di Michele Massimo Tarantini (1980)
- Carcerato, regia di Alfonso Brescia (1981)
- Napoli, Palermo, New York - Il triangolo della camorra, regia di Alfonso Brescia (1981)
- La settimana al mare, regia di Mariano Laurenti (1981)
- Tutta da scoprire, regia di Giuliano Carnimeo (1981)
- I carabbimatti, regia di Giuliano Carnimeo (1981)
- I carabbinieri, regia di Francesco Massaro (1981)
- I miracoloni, regia di Francesco Massaro (1981)
- La dottoressa preferisce i marinai, regia di Michele Massimo Tarantini (1981)
- Giovani, belle... probabilmente ricche, regia di Michele Massimo Tarantini (1982)
- Quella peste di Pierina, regia di Michele Massimo Tarantini (1982)
- Tradimento, regia di Alfonso Brescia (1982)
- Giuramento, regia di Alfonso Brescia (1982)
- Il tifoso, l'arbitro e il calciatore, regia di Pier Francesco Pingitore (1983)
- Zampognaro innamorato, regia di Ciro Ippolito (1983)
- Popcorn e patatine, regia di Mariano Laurenti (1985)
- Fotoromanzo, regia di Mariano Laurenti (1986)
- Club vacanze, regia di Alfonso Brescia (1995)
- Se lo fai sono guai, regia di Michele Massimo Tarantini (2001)
- L'allenatore nel pallone 2, regia di Sergio Martino (2008)

### Webserie
- GiGi TV Show - 10 domande alla Commedia sexy all'italiana, regia di Luigi Addate (2022)

## Doppiatori italiani
- Piero Tiberi in La dottoressa del distretto militare, L'insegnante viene a casa
- Deddi Savagnone in La dottoressa ci sta col colonnello
- Renato Cortesi in Tutta da scoprire

## Opere
- Lucio Montanaro, Il meglio della vita mia… ma sinceramente non ricordo tutto!, Edizioni dal Sud, 2019, ISBN 978-88-7553-276-5.